# Synagoga w Czeladzi
Synagoga w Czeladzi – nieistniejąca synagoga, która znajdowała się w Czeladzi przy ulicy Katowickiej.
Synagoga została zbudowana w okresie międzywojennym. Podczas II wojny światowej, w 1939 roku hitlerowcy zmusili Żydów do rozbiórki synagogi. Po zakończeniu wojny nie została odbudowana.
Obecnie na miejscu, gdzie stała synagoga, znajduje się pamiątkowy obelisk z treścią w języku polskim i hebrajskim: 
"W tym miejscu stała bożnica Żydów Czeladzi i okolic, zburzona przez hitlerowskich okupantów Polski w czasie II wojny światowej".